# تأريخ بنظائر ساماريوم-نيوديميوم

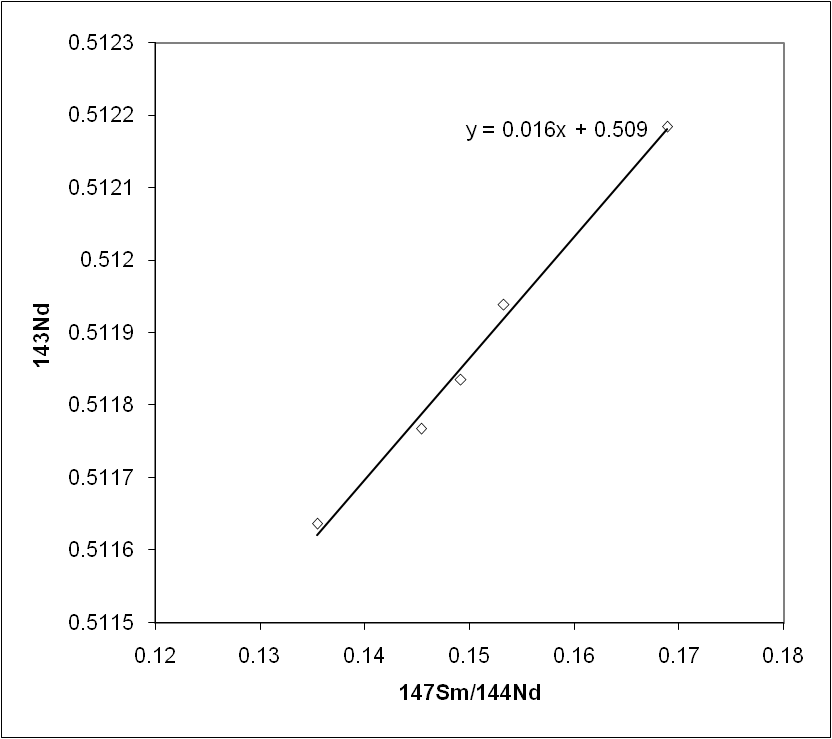

التأريخ بالساماريوم-النيوديميوم هو طريقة تأريخ إشعاعي مفيدة لتحديد عمر الصخور والنيازك، وذلك استنادا إلى اضمحلال النشاط الإشعاعي لنظائر الساماريوم (Sm) طويلة العمر إلى إنشاء إشعاعي لنظائر النيوديميوم (Nd). وتستخدم نسب نظائر النيوديميوم جنبا إلى جنب مع نسب نظائر الساماريوم (الساماريوم-النيوديميوم) لتقديم معلومات عن مصدر الصخور النارية الذائبة، فضلا عن توفير معلومات عن عمرها. ويفترض في بعض الأحيان أنه في اللحظة التي تتشكل فيها قشرة المادة يتشكل الوشاح، وتتوقف نسبة نظائر النيوديميوم فقط عند الوقت الذي يقع فيه هذا الحدث، ولكن بعد ذلك تتطور بطريقة تعتمد على تجديد نسبة الساماريوم المتحول إلى النيوديميوم في قشرة المادة التي ستكون مختلفة عن النسبة في وشاح المادة. التأريخ بالساماريوم-النيوديميوم يسمح لنا بتحديد زمن تشكل قشرة المادة.
الفائدة من التأريخ بالساماريوم-النيوديميوم تنبع من حقيقة أن هذين العنصرين الأرضيين نادرين وهذا من الناحية النظرية لا سيما وهي عرضة للتقسيم أثناء الترسب والتصلد.
التبلور التجزيئي للصخور الفلسية المعدنية التي تغير نسبة المواد من Sm/Nd الناتجة عن ذلك. وهذا بدوره يؤثر على المعدل الذي تزداد فيه نسبة 143Nd/144Nd بسبب إنتاج 143Nd.
وفي العديد من الحالات. تستخدم بيانات نظائر Sm–Nd و Rb–Sr معا.

## التأريخ الإشعاعي بSm-Nd
للساماريوم خمسة نظائر طبيعية، والنيوديميوم لديه سبعة. ويتم الارتباط بين هذين العنصرين بعلاقة أم وابنتها بسبب اضمحلال ألفا من 147Sm إلى 143Nd الذي له عمر النصف 1.06×1011 سنة ومن خلال اضمحلال 146Sm (وهي تقريبا نويدة منقرضة لها عمر النصف 1.08×108 سنة) بواسطة اضمحلال ألفا يتم إنتاج 142Nd. (وقد تم في الأصل إنتاج بعض من 146Sm من خلال تحوله بواسطة اضمحلال ألفا ل150Gd، الذي له عمر النصف 1.79×106 سنة.)
للعثور على التاريخ الذي تتكون فيه الصخرة (أو مجموعة من الصخور) يمكن أن يتم استخدام طريقة التأريخ بisochron (بالإنجليزية: isochron dating)‏. هذا ينطوي على اتخاذ الرسم البياني لنسبة 143Nd:144Nd مقابل نسبة 147Sm:144Nd وهي نسبة لمختلف المعادن أو الصخور. والمنحدر من "isochron" من خلال هذه النقاط يمكن تحديد تاريخ التشكيل. وبدلا من ذلك، يمكن للمرء أن يفترض أن المواد المكونة لوشاح المادة التي كانت تتبع نفس مسار تطور هذه النسب كالكوندريت ومن ثم مرة أخرى يمكن حساب وقت التشكيل.

## الساماريوم والنيوديميوم الجيوكميائيين
يزيد تركيز الساماريوم والنيوديميوم في معادن سيليكات مع الترتيب الذي تتبلور فيه الصهارة وفقا لسلسلة باون التفاعلية. الساماريوم يتم استيعابه بسهولة أكبر في الصخور المافية المعدنية، وبالتالي فإن صخر مافي الذي يبلور معادن المافي سوف يزيد من تركيز النيوديميوم في مرحلة الذوبان نسبة إلى السماريوم. وهكذا، كما يخضع للذوبان فصخر مافي يخضع أيضا للتبلور التجزيئي من أجل تكوين المزيد من صخر فلسي، ووفرة الساماريوم والنيوديميوم متغيرة، وكذلك نسبتهما.
وهكذا، صخر فوق مافي له تركيز الساماريوم (Sm) عالي والنيوديميوم (Nd) منخفض، وبالتالي ارتفاع نسبة Sm/Nd. أما صخر فلسي فله تركيزات منخفضة من Sm وعالية من Nd و بالتالي انخفاض نسبة Sm/Nd (على سبيل المثال صخر كوماتيت لديه 1.14 أجزاء من المليون (ppm) من Sm و 3.59 ppm من Nd مقابل 4.65 ppm من Sm و 21.6 ppm من Nd في ريوليت).
وتظهر أهمية هذه العملية في نمذجة عمر تكوين القشرة القارية.

## اقرأ أيضا
- تأريخ بالكربون المشع
- كيمياء إشعاعية
- تأريخ بالمسار الإنشطاري